# NGC 6388

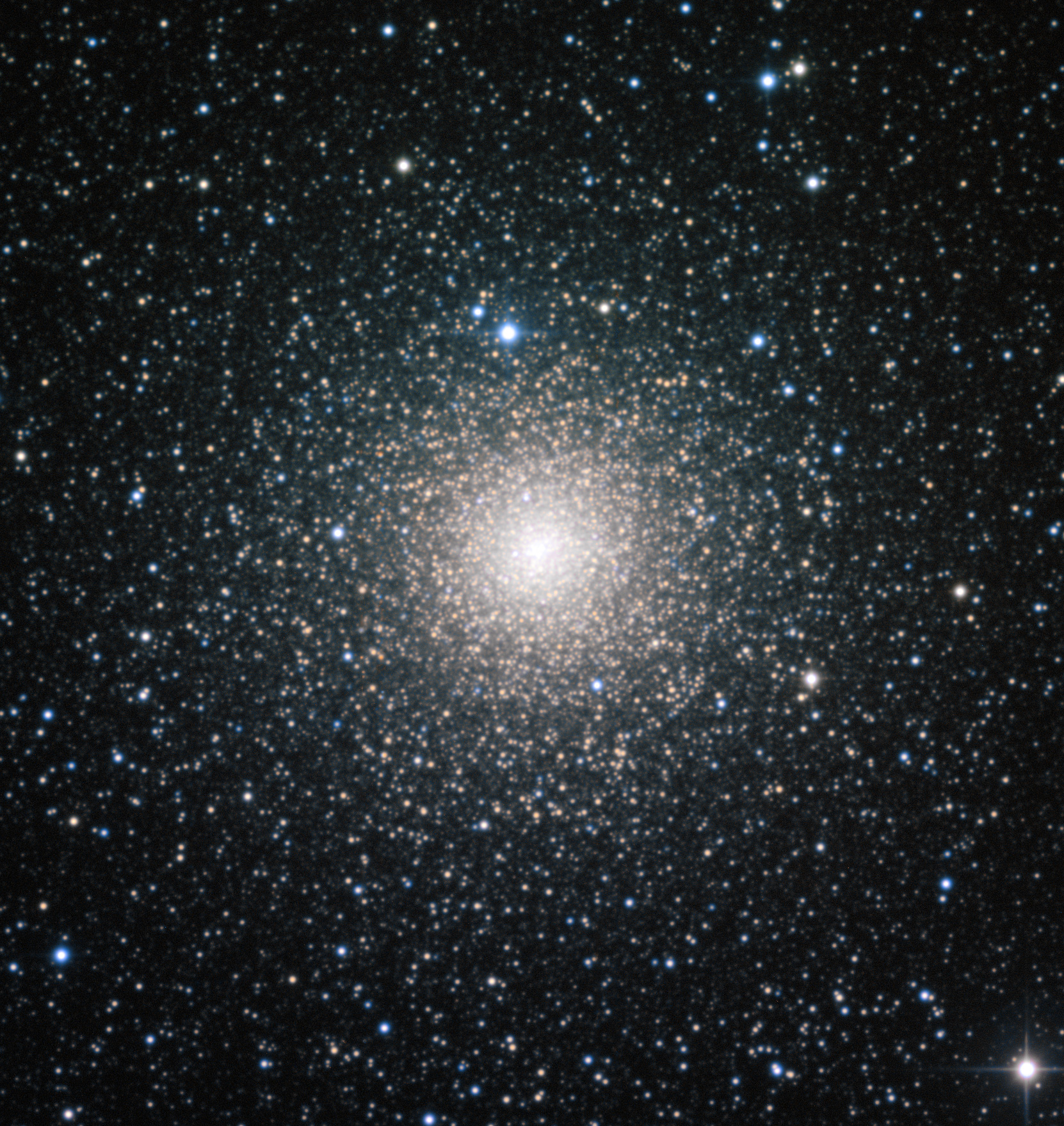
NGC 6388

NGC 6388 is een bolvormige sterrenhoop in het sterrenbeeld Schorpioen. Het hemelobject werd op 13 mei 1826 ontdekt door de Schotse astronoom James Dunlop.

## Synoniemen
- GCl 70
- ESO 279-SC2